# كلايد أ. هاتشيسون جونيور
كلايد أ. هاتشيسون جونيور (بالإنجليزية: Clyde A. Hutchison, Jr.)‏ هو كيميائي أمريكي، ولد في 5 مايو 1913 في ألايانس في الولايات المتحدة، وتوفي في 29 أغسطس 2005 في شيكاغو في الولايات المتحدة.